# Chishtian
Chishtian – miasto w Pakistanie, w prowincji Pendżab. Według danych na rok 1998 liczyło 102 287 mieszkańców.